# Beat Generation
Beat Generation eller beatnikrörelsen var en amerikansk social och litterär rörelse som började på 1950-talet i konstnärskretsarna i San Francisco och Greenwich Village i New York.

## Begreppets tillblivelse och innebörd
Begreppet Beat Generation introducerades av Jack Kerouac omkring 1948 för att beskriva skillnaden mellan Ernest Hemingways ”lost generation” och hans egen ”beat-generation” i diskussion med författaren John Clellon Holmes. Dessa båda var eniga om att Kerouac var den som först använde detta begrepp. Han använde det för övrigt även som titel på en av de tidiga versionerna av ”On the Road”. I en programartikel i Playboy 1959 - återtryckt i ”Good Blonde.& Others” skriver han f.ö ”Jag var termens upphovsman”.
Det engelska adjektivet "beat" (introducerades av Herbert Huncke) hade betydelsen "trött",  "utslagen", ”uträknad” - men Kerouac tillade dimension av ”beat” i jazzmusik och "beatific" välsignad efter en religiös upplevelse.
John Clellon Holmes publicerade den första Beat-romanen Go, 1952, tillsammans med ett manifest i New York Times Magazine: "This is the beat generation"). Kerouac hade då sedan länge väntat på utgivning av sin bok ”On the Road”.
Att kalla denna lilla grupp strävsamma konstnärer och författare en "generation" var att hävda att de var representativa och betydelsefulla — början på en ny trendriktning, jämförbar med 1920-talets så kallade "Förlorade generation". Detta var ett vågat drag som kan uppfattas som en högmodig, aggressiv marknadsföring eller kanske ett exempel på vaken insikt. Historien har utvisat att det inte bara var storhetsvansinne, utan en verklig insikt som blev självförstärkande; ordet bidrog till att skapa vad det beskrev i sig själv.
Medlemmarna i Beat-generationen var nya bohemiska frihetskämpar, som gav uttryck för sin spontana, ibland röriga, kreativitet. Beat-författarnas verk var kontroversiella både i deras förespråkande av olikhet, det udda, och deras annorlunda stil. De var både direkt och indirekt påverkade av de europeiska trenderna inom existentialistisk filosofi.

## Historia
De ursprungliga beat-generationförfattarna möttes i New York: William Burroughs, Jack Kerouac och Allen Ginsberg. De träffades först på Columbia University som studenter 1944 - vilket räknas som Beat-generationen ursprung. De var då respektive trettio, tjugotvå och arton år. Ingen av dem hade vid det laget skrivit någon bok.  De kom att  bo i kollektiv tillsammans på Västra på 115:e resp. 118:e gatan på Manhattan. 1948 tillkom John Clellon Holmes.  Då Burroughs på 1950-talet flyttade  till Texas och Mexico City tillkom Neal Cassady och Gregory Corso.  I mitten på 1950-talet utökades gruppen med en grupp från San Francisco; Kenneth Rexroth, Gary Snyder, Lawrence Ferlinghetti, Michael McClure, Philip Whalen och Lew Welch.
Några betydelsefulla verk ifrån dessa är Kerouacs På väg (På drift), Ginsbergs Howl, och Burroughs Naked Lunch (Den nakna lunchen).
Förmodligen lika viktiga var de mindre uppenbart kreativa medlemmarna: Lucien Carr (som introducerade Kerouac, Ginsberg och Burroughs); Herbert Huncke, en drogberoende småbrottsling som anslöt via Burroughs 1946; Hal Chase, en antropolog från Denver som 1947 introducerade Neal Cassady i gruppen. Cassady blev odödliggjord av Kerouac i romanen On the Road (under namnet "Dean Moriarty") som en vilde, ständigt pank, mycket omoralisk, men ändå en livsnjutare.
Cassady var känd för att "rappa" löst spontant prat som senare kom att bli förknippat med "beatniks". Han var ingen större författare, även om kärnförfattarna imponerades av den fritt flödande stilen i vissa av hans brev, och Kerouac erkände detta som en avgörande inspirationskälla till hans uppfinning av den spontana prosastil/teknik han använde i On the Road (en annan uppenbar influens var improviserade jazz-solon).
Några av kvinnorna i den första kretsen var Joan Vollmer och Edie Parker. Deras lägenhet på Manhattans västsida fick ofta fungera som möteslokal och särskilt Joan Vollmer deltog ofta i gruppens maratondiskussioner (se avsnittet "Kvinnor i Beat-generationen" nedan).
1950 mötte Gregory Corso Ginsberg som var imponerad av Corsos poesi, vilken han skrivit medan satt fängslad för inbrott. Under 50-talet var det mycket samröre med författare ifrån San Francisco-området. Ginsberg, Corso, Cassady och Kerouac bodde alla där en tid. Lawrence Ferlinghetti som grundat City Lights Books 1953 med tillhörande bokhandel och själv debuterade med en smått surrealistisk diktsamling 1955 var ursprungligen från New York men bodde i San Francisco, precis som den äldre poeten Kenneth Rexroth vars lägenhet var litteraturdiskussionsklubb varje fredagskväll. Rexroth organiserade den kända Six Gallery reading 1955, det första offentliga framförandet av Ginsbergs dikt Howl. En kort skönlitterär beskrivning av denna händelse bildar kapitel två i Jack Kerouacs roman The Dharma Bums (Dharmagänget) från 1959.
När On the Road slutligen publicerades 1957 (den skrevs redan 1951), fick den bra kritik i New York Times Book Review och blev en best-seller. Detta skapade en våg av kändisskap som hjälpte alla Beatartister, oavsett om de önskade det eller inte.
William Burroughs Naked Lunch var den första i en serie av romaner där författaren fullständigt revolutionerade science fiction-genren genom att introducera idéer ifrån modernistisk litteratur. Effekterna av detta har påverkat science fiction ända sen dess, och kan särskilt ses i Michael Moorcocks, Norman Spinrads, Brian Aldiss och J. G. Ballards verk.

## Beatnikstereotypen
Uttrycket "Beatnik" myntades av Herb Caen på San Francisco Chronicle den 2 april 1958 som en nedlåtande hänsyftning till den ryska satelliten Sputnik. Han menade att Beat Generation för det första var "way out there" (d.v.s. att de var knäppa eller att de hade fel) och för det andra kommunister. Detta ord blev uttryck för en ny stereotyp av män med bockskägg och basker spelande bongotrummor medan kvinnor i svarta gympingdräkter dansade.
Ett klassiskt exempel på en beatnikstereotyp är figuren Maynard G. Krebs spelad av Bob Denver i TV-serien Dobie Gillis som sändes från 1959 till 1963.
I episoden "Hurricane Neddy" i den tecknade TV-serien The Simpsons är familjen Simpsons granne Ned Flanders föräldrar beatniks.
En sensationalistisk Hollywoodtolkning av subkulturen kan ses i filmen The Beat Generation (1959).

## Kvinnor i Beat-generationen
Det nämns inte så mycket om kvinnorna i historien om den tidiga Beat-generationen, och en viktig anledning kan vara att detta speglar sexismen under den här tiden snarare än det egentliga läget. Joan Vollmer (senare, Joan Vollmer Burroughs) var utan tvekan med sedan starten och alla källor beskriver henne som mycket intelligent, intressant och begåvad. Men själv skrev hon ingenting, och till skillnad från vissa, såsom Neal Cassady, blev hon inte beskriven i någon roman, hon har gått till historien endast som William Burroughs hustru, dödad av misstag i en skottlossning.
Romanförfattaren och dramatikern från New York Jane Bowles, bosatt i Tanger och gift med Paul Bowles, hör definitivt hemma här.
Gregory Corso hävdade att det fanns flera kvinnliga ‘beats’, men det var svårt för dem att leva ett sådant bohemiskt liv under denna tid; de sågs ofta som galna och tvångsomhändertogs för behandling på mentalsjukhus (till exempel blev de utsatta för elchocksbehandling). Han nämnde särskilt en kvinna som hette "Hope", vilken han påstod var Kerouac och Ginsbergs ursprungliga lärare i österländsk religion, och ämnen såsom Li Po.
Å andra sidan har många av kvinnorna som gick med i gruppen efter mitten på 50-talet kvarstått, till exempel: Anne Waldman, Joyce Johnson (författare till Minor Characters, (Biroller) ); Hettie Jones (författare till How I Became Hettie Jones); och Diane di Prima (författare till This Kind of Bird Flies Backward, Memoirs of a Beatnik). Senare var Janine Pommy Vega en av de kvinnor vars verk publicerades av City Lights på 1960-talet.
En ännu (2009) levande och i högsta grad verksam kvinnlig medlem av Beat generation är Carolyn Cassady som själv skrivit Off the road i vilken hon berättar om livet med de kända beatnikförfattarna. Hon var gift med Neal Cassady och var samtidigt Jack Kerouacs älskarinna.

### Webbkällor
- Beat Literature: Open Directory Project
- Biografier av Beat-generationförfattare, konstnärer, & poeter (eng)
- Beat-generationfotografier av Larry Keenan
- Blue Neon Alley – Beat-generation kategorier
- Beats In Kansas: The Beat Generation in the Heartland